# Ribbed
Ribbed — третий студийный альбом американской панк-рок-группы NOFX. Вышел 26 марта 1991 года на Epitaph Records. Музыка и тексты — Fat Mike, кроме «Together On The Sand» (автор — Стив Кидвиллер).

## Список композиций
1. «Green Corn» — 1:44
2. «The Moron Brothers» — 2:26
3. «Showerdays» — 2:10
4. «Food, Sex & Ewe» — 1:47
5. «Just The Flu» — 2:03
6. «El Lay» — 1:14
7. «New Boobs» — 3:27
8. «Cheese/Where’s My Slice» — 2:16
9. «Together On The Sand» — 1:11
10. «Nowhere» — 1:34
11. «Brain Constipation» — 2:24
12. «Gonoherpasyphlaids» — 1:43
13. «I Don’t Want You Around» — 1:39
14. «The Malachi Crunch» — 2:53

## Участники записи
- Майк Беркетт (Michael Burkett, «Fat Mike») — вокал, бас
- Эрик Мелвин (Eric Melvin) — гитара
- Эрик Сандин (Erik Sandin) — ударные
- Стив Кидвиллер (Steve Kidwiller) — гитара
- Джей Бентли (Jay Bentley) — бэк-вокал
- Марк Керри (Mark Curry) — бэк-вокал
- Брэд Гуревич (Brett Gurewitz) — продюсер